# الإسلام في بوركينا فاسو
الإسلام في بوركينا فاسو (فولتا العليا) لديه تاريخ طويل ومتنوع. وفقًا لتعداد عام 2010 يبلغ عدد المسلمين 63.2٪ من سكان البلاد. على الرغم من أن الغالبية العظمى من المسلمين هم من المسلمين السنة الذين يتبعون المذهب المالكي، إلا أن هناك عدد من الشيعة والجماعة الأحمدية. يقدر تقرير مركز بيو لعام 2009 أن أقل من 1٪ من المسلمين في بوركينا فاسو هم من الشيعة. بحسب موسوعة الإمام الحسين فإن الشيعة بلغوا 9.38٪ من مسلمي بوركينا فاسو في عام 2000.

## التاريخ
حتى نهاية القرن التاسع عشر كانت ممالك موسي تسيطر على فولتا العليا الذين يعتقد أنهم أتوا من أفريقيا الوسطى أو الشرقية في وقت ما من القرن الحادي عشر. في البداية دافعت ممالك موسي عن معتقداتهم الدينية ضد التأثيرات الإسلامية في شمال غرب البلاد. في القرن الخامس عشر اجتذبت منطقة فولتا العليا التجار المسلمون والسكان من قبيلة أكان وذلك لإتاحة الفرصة في تبادل الذهب، المكسرات، كولا، والملح. وكان بعض هؤلاء التجار من الشعوب الناطقة باللغة السوننكية من تمبكتو وجينيه الذين اعتمدوا في وقت لاحق لهجة قبيلة ماندينكا التي أصبحت تعرف باسم ديولا. استقروا بعد ذلك في مدن بوبو-ديولاسو، كونغ، بوندوكو، وغيرها من الأماكن التي تؤدي إلى حقول الذهب. التجار الآخرون جاءوا من كانم، بورنو، ومملكة الهوسا التي انتقلت إلى غونجا، داغومبا، وأجزاء أخرى من منطقة فولتا. تزوج المسلمين من النساء المحليات وأسسوا عائلات تمازجت مع المجتمع هناك حيث اكان لأب مسلم والأم من السكان الأصليين. أبناء هذه الزيجات كثيرا ما ورثت الصفات المحلية وأدت إلى تحويل السكان المحليين. نظم المسلمون هناك المهرجانات، الصلوات وشاركوا في طقوس مكافحة السحر. ونتيجة لذلك فإن المسلمون في المنطقة ليسوا أغراب ولكنهم يعتبرون أنفسهم جزءا من مملكة موسي.

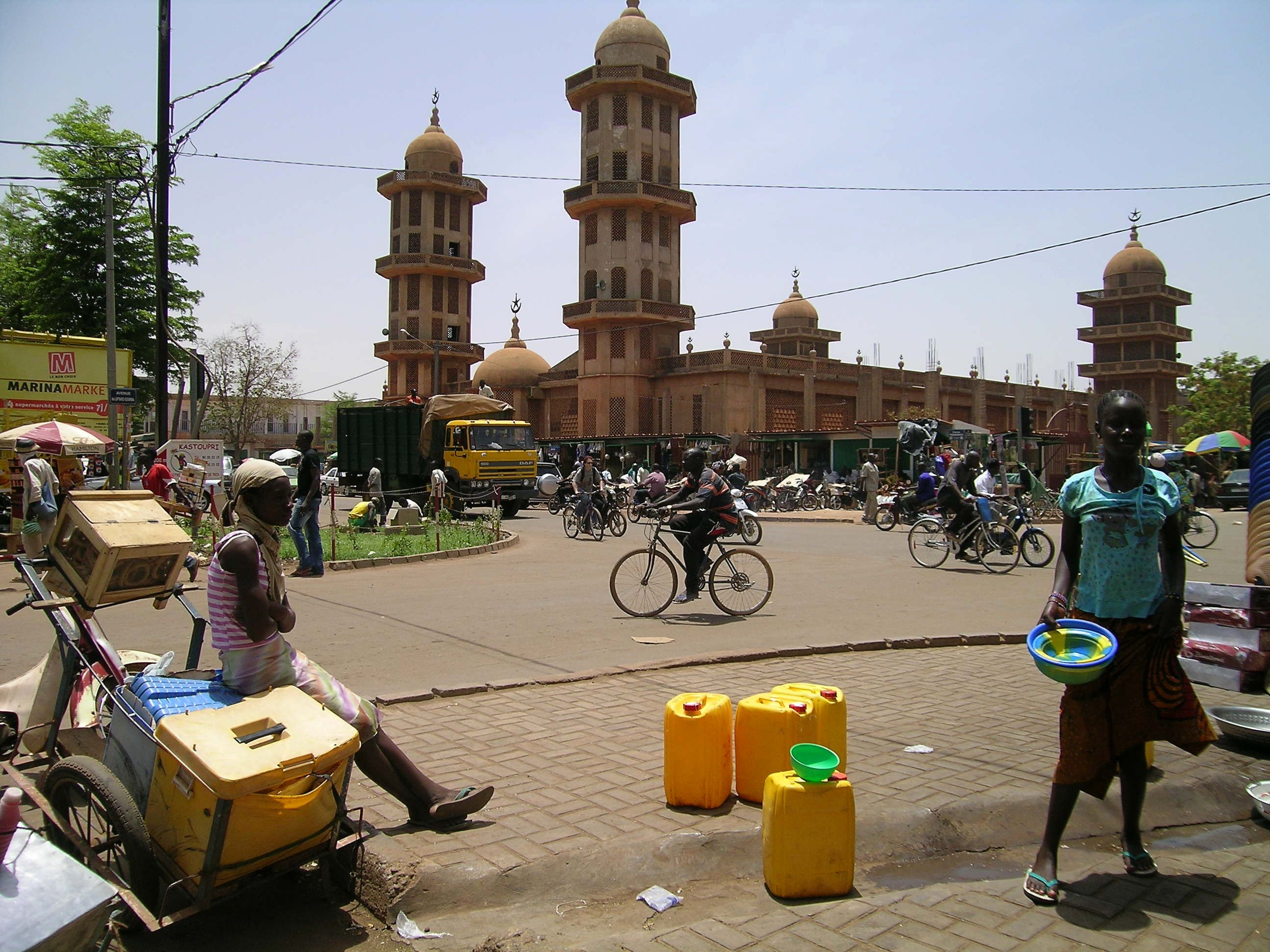
مسجد واغادوغو الكبير

في جميع أنحاء المنطقة فإن مجتمعات ديولا تحافظ على مستوى عال من التعليم الإسلامي. وظهرت طبقة العلماء المعروفة باسم كاراموكوس الذين تلقوا تعليمهم حول القرآن الكريم، الحديث، علم التفسير، وحياة محمد. يقرأ الطالب هذه الأعمال مع مدرس واحد على مدى فترة تتراوح 5-30 سنة ويكسب رزقه بعمله بدوام جزئي في مزرعة أستاذه. بعد الانتهاء من دراسته، يحصل كاراموكو على عمامة وعلى إجازة رخصته للتدريس والمنصوص عليها في البحث عن مزيد من التعليمات لبدء مدرسته الخاصة في قرية نائية. قدمت بعض الأسر العلماء جيلا بعد جيل. خلال الجهاد قام مابا دياكو با بنشر الإسلام (1809-1867) في المنطقة من عديمي الجنسية من فولتا العليا وساحل العاج وغينيا.

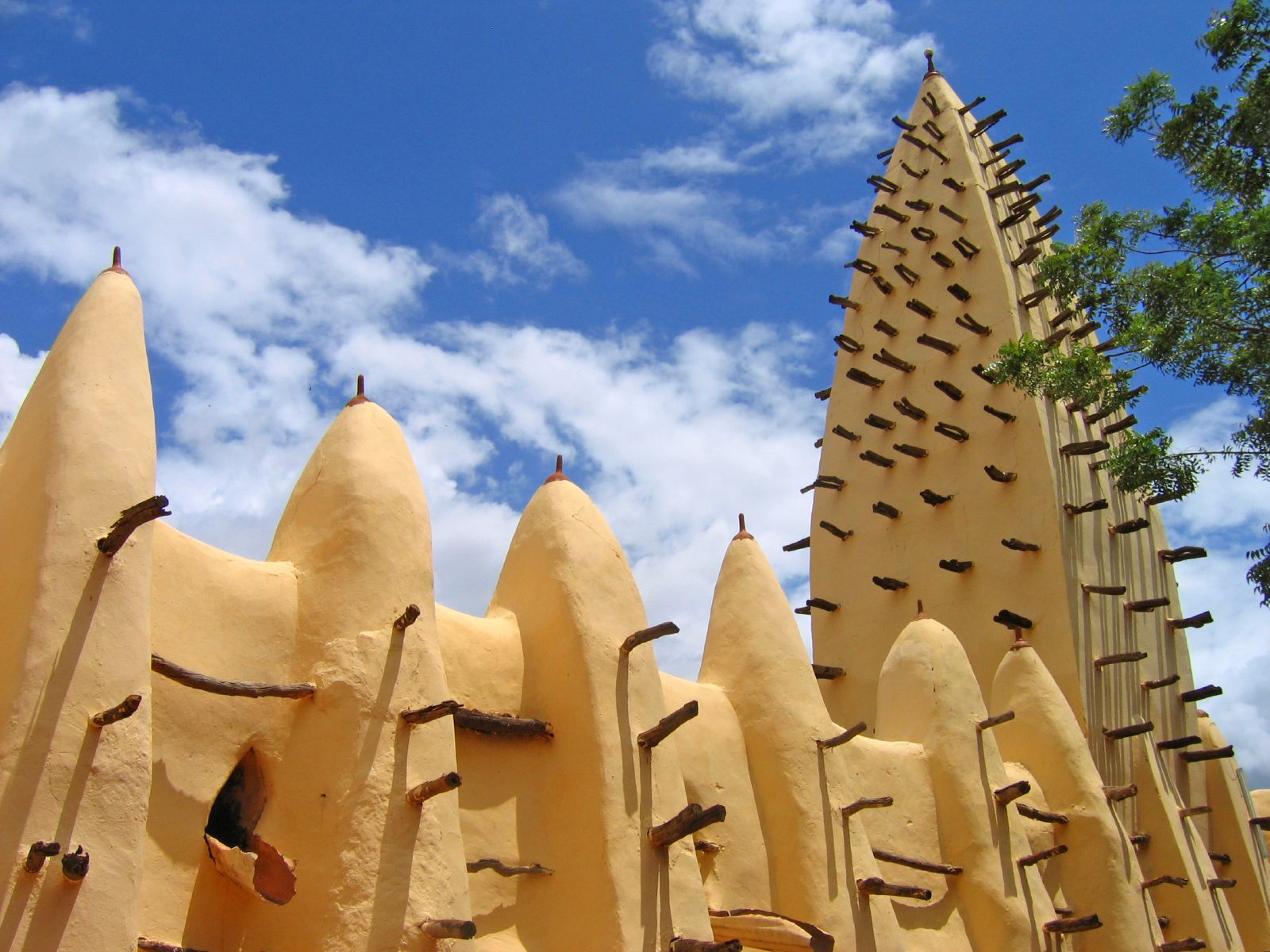
المسجد القديم في بوبو

فُرض الحكم الاستعماري الفرنسي في فولتا العليا في عام 1919 ولكن قسمت بين ساحل العاج والنيجر والسودان الفرنسي ثم أعيد تشكيلها عام 1947. تميز الحكم الفرنسي من قبل النخب العلمانية تعزيز مجموعة مختارة من السكان الأصليين لكنه ساعد أيضا في انتشار الإسلام سلميا. فضلت الإدارة الاستعمارية بصورة غير مباشرة في انتشار الإسلام عن طريق خلق السلام والنظام وتحفيز التجارة. كما أنها تميل إلى اعتبار المسلمين ثقافيا وتربويا أكثر تقدما من الأفارقة غير المسلمين وعين رؤساء مسلمون وكتبة وإداريين في المناطق غير المسلمة. في فولتا العليا في نهاية القرن التاسع عشر لم يكن هناك سوى 30 ألف مسلم ولكن بحلول 1959 كان هناك 800 ألف مسلم أي ما يقرب من 20 في المائة من السكان.
في عام 1987 غيير اسمها فولتا العليا إلى بوركينا فاسو. بعد سلسلة من الانقلابات العسكرية أنشئت الجمهورية الدستورية في عام 1991. في بوركينا فاسو يعتبر المستعربون وحركة المقاومة الإسلامية مضادة للثقافة والنمط الأوروبي من الحداثة وأيضا وسيلة لدمج الجماعات العرقية المختلفة التي تشكل السكان المسلم في البلاد. التعليم في المدارس بدأ بعد الحرب العالمية الثانية ويعمل الآن فيه نصف السكان المسلمون على الرغم من ذبك فإن القليل فقط يصل إلى المستوى الثانوي. الإسلام منتشر بقوة من خلال بناء المساجد، الوعظ على شاشة التلفزيون الوطني، الاعتراف الرسمي بالمهرجانات الإسلامية، والدعم من العالم العربي. المدارس التي تنتمي إلى الطبقات المتوسطة الدنيا مستبعدة من السلطة السياسية ويؤيدون قيام دولة تقوم على الشريعة الإسلامية. ومع ذلك فإن الحركات الإسلامية تنقسم إلى فصائل عديدة.